# Gruppautomorfi
En gruppautomorfi är en isomorf avbildning: G → G, där G är en grupp. Med Aut(G) betecknas gruppen av samtliga avbildningar av detta slag. Aut(G) är en delgrupp till gruppen, A(G), av bijektiva avbildningar av G på sig själv.
Exempelvis är, om G = S3, antalet avbildningar |A(G)| = 6! = 720 och |Aut(G)| = 5! = 120, eftersom det neutrala elementet, i det här fallet den identiska avbildningen, vid en homomorfi avbildas på sig självt.

## Inre automorfier
För varje g∈G är konjugeringen φg en automorfi, där φg definieras genom
{\displaystyle \phi _{g}(h)=ghg^{-1}.\,}
Att φg är en homomorfi fås av att φg(e) = geg-1 = gg-1 = e, och att φg(hk) = ghkg-1 = ghekg-1 = ghg-1gkg-1 = φg(h)φg(k). φg är även surjektiv och injektiv och därmed en gruppautomorfi. En automorfi av detta slag kallas för en inre automorfi.
Sammansättningen av två inre automorfier är också en inre automorfi, det vill säga φg1g2(h) = φg1(φg2(h)) för alla g1,g2,h∈G, vilket kan visas med samma slags kalkyl som ovan. Det gäller således att φg1φg2 = φg1g2. Härav följer att mängden av inre automorfier, Inn(G), är en delgrupp av Aut(G). 
Funktionen Φ: G→Aut(G) definierad av Φ(g) = φg är en grupphomomorfi, vars bild är just Inn(G), och vars kärna är centrum Z(G) av G, varav följer att Inn(G) är isomorf med kvotgruppen G/Z(G).